# El Portal (Floride)
Pour les articles homonymes, voir El Portal.
El Portal est une localité américaine du comté de Miami-Dade, en Floride.

## Démographie
| 1940 | 1950  | 1960  | 1970  | 1980  | 1990  |
| ---- | ----- | ----- | ----- | ----- | ----- |
| 365  | 1 371 | 2 079 | 2 068 | 2 055 | 2 457 |

| 2000  | 2010  | - | - | - | - |
| ----- | ----- | - | - | - | - |
| 2 505 | 2 325 | - | - | - | - |